# Résultats par département des élections législatives françaises de 1962
 (mars 2025).
La mise en forme du texte ne suit pas les recommandations de Wikipédia : il faut le « wikifier ».
Les points d'amélioration suivants sont les cas les plus fréquents. Le détail des points à revoir est peut-être précisé sur la page de discussion.
- Les titres sont pré-formatés par le logiciel. Ils ne sont ni en capitales, ni en gras.
- Le texte ne doit pas être écrit en capitales (les noms de famille non plus), ni en gras, ni en italique, ni en « petit »…
- Le gras n'est utilisé que pour surligner le titre de l'article dans l'introduction, une seule fois.
- L'italique est rarement utilisé : mots en langue étrangère, titres d'œuvres, noms de bateaux, etc.
- Les citations ne sont pas en italique mais en corps de texte normal. Elles sont entourées par des guillemets français : « et ».
- Les listes à puces sont à éviter, des paragraphes rédigés étant largement préférés. Les tableaux sont à réserver à la présentation de données structurées (résultats, etc.).
- Les appels de note de bas de page (petits chiffres en exposant, introduits par l'outil «  Source ») sont à placer entre la fin de phrase et le point final[comme ça].
- Les liens internes (vers d'autres articles de Wikipédia) sont à choisir avec parcimonie. Créez des liens vers des articles approfondissant le sujet. Les termes génériques sans rapport avec le sujet sont à éviter, ainsi que les répétitions de liens vers un même terme.
- Les liens externes sont à placer uniquement dans une section « Liens externes », à la fin de l'article. Ces liens sont à choisir avec parcimonie suivant les règles définies. Si un lien sert de source à l'article, son insertion dans le texte est à faire par les notes de bas de page.
- La présentation des références doit suivre les conventions bibliographiques. Il est recommandé d'utiliser les modèles {{Ouvrage}}, {{Chapitre}}, {{Article}}, {{Lien web}} et/ou {{Bibliographie}}. Le mode d'édition visuel peut mettre en forme automatiquement les références.
- Insérer une infobox (cadre d'informations à droite) n'est pas obligatoire pour parachever la mise en page.

Pour une aide détaillée, merci de consulter Aide:Wikification.
Si vous pensez que ces points ont été résolus, vous pouvez retirer ce bandeau et améliorer la mise en forme d'un autre article.
L'élection des députés de la IIe législature de la Cinquième République française a eu lieu les 18 et 25 novembre 1962.

## Ain

Députés élus de l'Ain par circonscription

| Circonscription | Député sortant   | Parti | Parti | Député élu ou réélu | Parti | Parti |
| --------------- | ---------------- | ----- | ----- | ------------------- | ----- | ----- |
| 1re             | Amédée Mercier   |       | SFIO  | Paul Barberot       |       | MRP   |
| 2e              | Marcel Anthonioz |       | CNIP  | Marcel Anthonioz    |       | RI    |
| 3e              | Émile Dubuis     |       | MRP   | Émile Dubuis        |       | MRP   |

## Aisne

Députés élus de l'Aisne par circonscription

| Circonscription | Député sortant    | Parti | Parti | Député élu ou réélu | Parti | Parti   |
| --------------- | ----------------- | ----- | ----- | ------------------- | ----- | ------- |
| 1re             | Gilbert Devèze    |       | CNIP  | Guy Sabatier        |       | UNR-UDT |
| 2e              | Edmond Bricout    |       | UNR   | Edmond Bricout      |       | UNR-UDT |
| 3e              | Édouard Alliot    |       | CNIP  | Jean Risbourg       |       | UNR-UDT |
| 4e              | Albert Catalifaud |       | UNR   | Albert Catalifaud   |       | UNR-UDT |
| 5e              | André Rossi       |       | CR    | André Rossi         |       | CR      |

## Allier

Députés élus de l'Allier par circonscription

| Circonscription | Député sortant   | Parti | Parti | Député élu ou réélu | Parti | Parti |
| --------------- | ---------------- | ----- | ----- | ------------------- | ----- | ----- |
| 1re             | Paul Maridet     |       | UNR   | Marcel Guyot        |       | PCF   |
| 2e              | Pierre Bourgeois |       | SFIO  | Jean Nègre          |       | SFIO  |
| 3e              | Pierre Villon    |       | PCF   | Charles Magne       |       | SFIO  |
| 4e              | Pierre Coulon    |       | CNIP  | Gabriel Péronnet    |       | Rad   |

## Basses-Alpes

Députés élus des Basses-Alpes par circonscription

| Circonscription | Député sortant   | Parti | Parti | Député élu ou réélu | Parti | Parti |
| --------------- | ---------------- | ----- | ----- | ------------------- | ----- | ----- |
| 1re             | Roger Diet       |       | UNR   | Marcel Massot       |       | Rad   |
| 2e              | Gabriel Domenech |       | MRP   | Claude Delorme      |       | SFIO  |

## Hautes-Alpes

Députés élus des Hautes-Alpes par circonscription

| Circonscription | Député sortant                               | Parti | Parti | Député élu ou réélu   | Parti | Parti  |
| --------------- | -------------------------------------------- | ----- | ----- | --------------------- | ----- | ------ |
| 1re             | Armand Barniaudy suppléant de Robert Lecourt |       | MRP   | Armand Barniaudy      |       | MRP    |
| 2e              | Robert Garraud                               |       | UNR   | François-Marie Bénard |       | Radsoc |

## Alpes-Maritimes

Députés élus des Alpes-Maritimes par circonscription

| Circonscription | Député sortant                                      | Parti | Parti   | Député élu ou réélu         | Parti | Parti   |
| --------------- | --------------------------------------------------- | ----- | ------- | --------------------------- | ----- | ------- |
| 1re             | Pierre Pasquini                                     |       | UNR     | Pierre Pasquini             |       | UNR-UDT |
| 2e              | Jean Médecin                                        |       | Radcent | Diomède Catroux             |       | UNR-UDT |
| 3e              | Léon Teisseire                                      |       | UNR     | Édouard Corniglion-Molinier |       | UNR-UDT |
| 4e              | Francis Palmero                                     |       | Radcent | Francis Palmero             |       | CR      |
| 5e              | Maxime Roustan suppléant de Bernard Cornut-Gentille |       | UNR     | Bernard Cornut-Gentille     |       | Radcent |
| 6e              | Pierre Ziller                                       |       | UNR     | Pierre Ziller               |       | UNR-UDT |

## Ardèche

Députés élus de l'Ardèche par circonscription

| Circonscription | Député sortant       | Parti | Parti | Député élu ou réélu  | Parti | Parti |
| --------------- | -------------------- | ----- | ----- | -------------------- | ----- | ----- |
| 1re             | André Chareyre       |       | CNIP  | Henri Chaze          |       | PCF   |
| 2e              | Louis Roche-Defrance |       | CNIP  | Louis Roche-Defrance |       | CNIP  |
| 3e              | Albert Liogier       |       | UNR   | Jean Moulin          |       | MRP   |

## Ardennes

Députés élus des Ardennes par circonscription

| Circonscription | Député sortant | Parti | Parti | Député élu ou réélu | Parti | Parti   |
| --------------- | -------------- | ----- | ----- | ------------------- | ----- | ------- |
| 1re             | Michel Colinet |       | CNIP  | Lucien Meunier      |       | UNR-UDT |
| 2e              | Maurice Blin   |       | MRP   | Jean Le Gall        |       | UNR-UDT |
| 3e              | Roger Noiret   |       | UNR   | Roger Noiret        |       | UNR-UDT |

## Ariège

Députés élus de l'Ariège par circonscription

| Circonscription | Député sortant | Parti | Parti | Député élu ou réélu | Parti | Parti |
| --------------- | -------------- | ----- | ----- | ------------------- | ----- | ----- |
| 1re             | Jean Durroux   |       | SFIO  | Gilbert Faure       |       | SFIO  |
| 2e              | René Dejean    |       | SFIO  | René Dejean         |       | SFIO  |

## Aube

Députés élus de l'Aube par circonscription

| Circonscription | Député sortant  | Parti | Parti | Député élu ou réélu | Parti | Parti   |
| --------------- | --------------- | ----- | ----- | ------------------- | ----- | ------- |
| 1re             | Louis Briot     |       | UNR   | Louis Briot         |       | UNR-UDT |
| 2e              | Henri Terré     |       | CNIP  | Henri Terré         |       | RI      |
| 3e              | Bernard Laurent |       | MRP   | Jean Durlot         |       | UNR-UDT |

## Aude

Députés élus de l'Aude par circonscription

| Circonscription | Député sortant        | Parti | Parti | Député élu ou réélu | Parti | Parti |
| --------------- | --------------------- | ----- | ----- | ------------------- | ----- | ----- |
| 1re             | Louis Raymond-Clergue |       | MRP   | Jules Fil           |       | SFIO  |
| 2e              | Francis Vals          |       | SFIO  | Francis Vals        |       | SFIO  |
| 3e              | François Clamens      |       | Rad   | Lucien Milhau       |       | SFIO  |

## Aveyron

Députés élus de l'Aveyron par circonscription

| Circonscription | Député sortant            | Parti | Parti | Député élu ou réélu       | Parti | Parti  |
| --------------- | ------------------------- | ----- | ----- | ------------------------- | ----- | ------ |
| 1re             | Roland Boscary-Monsservin |       | CNIP  | Roland Boscary-Monsservin |       | RI     |
| 2e              | Albert Trébosc            |       | CNIP  | Robert Fabre              |       | Radsoc |
| 3e              | Charles Dutheil           |       | MRP   | Roger Julien              |       | MRP    |

## Bouches-du-Rhône

Députés élus des Bouches-du-Rhône par circonscription

| Circonscription | Député sortant             | Parti | Parti   | Député élu ou réélu     | Parti | Parti   |
| --------------- | -------------------------- | ----- | ------- | ----------------------- | ----- | ------- |
| 1re             | Henry Bergasse             |       | CNIP    | Pierre Marquand-Gairard |       | UNR-UDT |
| 2e              | Jean Fraissinet            |       | Modérés | Daniel Matalon          |       | SFIO    |
| 3e              | Charles Colonna d'Anfriani |       | CNIP    | Gaston Defferre         |       | SFIO    |
| 4e              | François Billoux           |       | PCF     | François Billoux        |       | PCF     |
| 5e              | Francis Ripert             |       | CNIP    | Pierre Doize            |       | PCF     |
| 6e              | Francis Leenhardt          |       | SFIO    | Edmond Garcin           |       | PCF     |
| 7e              | Paul Cermolacce            |       | PCF     | Paul Cermolacce         |       | PCF     |
| 8e              | Pascal Marchetti           |       | UNR     | Jean Masse              |       | SFIO    |
| 9e              | René Hostache              |       | UNR     | Louis Philibert         |       | SFIO    |
| 10e             | Denis Padovani             |       | SFIO    | René Rieubon            |       | PCF     |
| 11e             | Charles Privat             |       | SFIO    | Charles Privat          |       | SFIO    |

## Calvados

Députés élus du Calvados par circonscription

| Circonscription | Député sortant         | Parti | Parti | Député élu ou réélu | Parti | Parti   |
| --------------- | ---------------------- | ----- | ----- | ------------------- | ----- | ------- |
| 1re             | Henri-François Buot    |       | UNR   | Henri-François Buot |       | UNR-UDT |
| 2e              | Robert Bisson          |       | UNR   | Robert Bisson       |       | UNR-UDT |
| 3e              | Edmond Duchesne        |       | CNIP  | Edmond Duchesne     |       | RI      |
| 4e              | Raymond Triboulet      |       | UNR   | Raymond Triboulet   |       | UNR-UDT |
| 5e              | Jacques Le Roy Ladurie |       | CNIP  | André Halbout       |       | UNR-UDT |

## Cantal

Députés élus du Cantal par circonscription

| Circonscription | Député sortant   | Parti | Parti | Député élu ou réélu | Parti | Parti   |
| --------------- | ---------------- | ----- | ----- | ------------------- | ----- | ------- |
| 1re             | Augustin Chauvet |       | CR    | Augustin Chauvet    |       | CR      |
| 2e              | Jean Sagette     |       | UNR   | Jean Sagette        |       | UNR-UDT |

## Charente

Députés élus de la Charente par circonscription

| Circonscription | Député sortant  | Parti | Parti  | Député élu ou réélu | Parti | Parti   |
| --------------- | --------------- | ----- | ------ | ------------------- | ----- | ------- |
| 1re             | Raymond Réthoré |       | UNR    | Raymond Réthoré     |       | UNR-UDT |
| 2e              | Félix Gaillard  |       | Radsoc | Félix Gaillard      |       | Radsoc  |
| 3e              | Jean Valentin   |       | CNIP   | Jean Valentin       |       | Modérés |

## Charente-Maritime

Députés élus de la Charente-Maritime par circonscription

| Circonscription | Député sortant               | Parti | Parti         | Député élu ou réélu | Parti | Parti   |
| --------------- | ---------------------------- | ----- | ------------- | ------------------- | ----- | ------- |
| 1re             | Alain de Lacoste-Lareymondie |       | CNIP          | André Salardaine    |       | UNR-UDT |
| 2e              | Albert Bignon                |       | UNR           | Albert Bignon       |       | UNR-UDT |
| 3e              | André Brugerolle             |       | Divers droite | André Brugerolle    |       | CNIP    |
| 4e              | André Bégouin                |       | CNIP          | Daniel Daviaud      |       | Rad     |
| 5e              | André Lacaze                 |       | CNIP          | Jean de Lipkowski   |       | UNR-UDT |

## Cher

Députés élus du Cher par circonscription

| Circonscription | Député sortant    | Parti | Parti | Député élu ou réélu | Parti | Parti   |
| --------------- | ----------------- | ----- | ----- | ------------------- | ----- | ------- |
| 1re             | Raymond Boisdé    |       | CNIP  | Raymond Boisdé      |       | RI      |
| 2e              | Jean Boinvilliers |       | UNR   | Jean Boinvilliers   |       | UNR-UDT |
| 3e              | Ferdinand Roques  |       | UNR   | Ferdinand Roques    |       | UNR-UDT |

## Corrèze

Députés élus de la Corrèze par circonscription

| Circonscription | Député sortant | Parti | Parti | Député élu ou réélu | Parti | Parti   |
| --------------- | -------------- | ----- | ----- | ------------------- | ----- | ------- |
| 1re             | Jean Montalat  |       | SFIO  | Jean Montalat       |       | SFIO    |
| 2e              | Jean Filliol   |       | UNR   | Jean Charbonnel     |       | UNR-UDT |
| 3e              | François Var   |       | SFIO  | François Var        |       | SFIO    |

## Corse

Députés élus de la Corse par circonscription

| Circonscription | Député sortant     | Parti | Parti         | Député élu ou réélu      | Parti | Parti   |
| --------------- | ------------------ | ----- | ------------- | ------------------------ | ----- | ------- |
| 1re             | Pascal Arrighi     |       | Divers droite | Antoine Sérafini         |       | UNR-UDT |
| 2e              | Jacques Gavini     |       | CNIP          | Jean Zuccarelli          |       | Radsoc  |
| 3e              | Marcel Sammarcelli |       | UNR           | Jean-Paul de Rocca Serra |       | Radcent |

## Côte-d'Or

Députés élus du Côte-d'Or par circonscription

| Circonscription | Député sortant  | Parti | Parti | Député élu ou réélu | Parti | Parti   |
| --------------- | --------------- | ----- | ----- | ------------------- | ----- | ------- |
| 1re             | Félix Kir       |       | CNIP  | Félix Kir           |       | CNIP    |
| 2e              | François Japiot |       | CNIP  | Henry Berger        |       | UNR-UDT |
| 3e              | Albert Lalle    |       | CNIP  | Albert Lalle        |       | RI      |
| 4e              | Marcel Roclore  |       | CNIP  | Robert Morlevat     |       | Radsoc  |

## Côtes-du-Nord

Députés élus des Côtes-du-Nord par circonscription

| Circonscription | Député sortant           | Parti | Parti | Député élu ou réélu      | Parti | Parti   |
| --------------- | ------------------------ | ----- | ----- | ------------------------ | ----- | ------- |
| 1re             | Victor Rault             |       | MRP   | Robert Richet            |       | UNR-UDT |
| 2e              | René Pleven              |       | MRP   | René Pleven              |       | MRP     |
| 3e              | Marie-Madeleine Dienesch |       | MRP   | Marie-Madeleine Dienesch |       | MRP     |
| 4e              | Alain Le Guen            |       | MRP   | Alain Le Guen            |       | MRP     |
| 5e              | Pierre Bourdellès        |       | CR    | Pierre Bourdellès        |       | CR      |

## Creuse

Députés élus de la Creuse par circonscription

| Circonscription | Député sortant         | Parti | Parti | Député élu ou réélu    | Parti | Parti |
| --------------- | ---------------------- | ----- | ----- | ---------------------- | ----- | ----- |
| 1re             | Olivier de Pierrebourg |       | Rad   | Olivier de Pierrebourg |       | Rad   |
| 2e              | André Chandernagor     |       | SFIO  | André Chandernagor     |       | SFIO  |

## Dordogne

Députés élus de la Dordogne par circonscription

| Circonscription | Député sortant | Parti | Parti  | Député élu ou réélu | Parti | Parti   |
| --------------- | -------------- | ----- | ------ | ------------------- | ----- | ------- |
| 1re             | Raoul Rousseau |       | UNR    | Yves Guéna          |       | UNR-UDT |
| 2e              | Henri Sicard   |       | UNR    | Louis Pimont        |       | SFIO    |
| 3e              | Georges Bonnet |       | Radsoc | Georges Bonnet      |       | Radsoc  |
| 4e              | Michel Diéras  |       | Radsoc | Robert Lacoste      |       | SFIO    |

## Doubs

Députés élus du Doubs par circonscription

| Circonscription | Député sortant  | Parti | Parti | Député élu ou réélu | Parti | Parti   |
| --------------- | --------------- | ----- | ----- | ------------------- | ----- | ------- |
| 1re             | Jacques Weinman |       | UNR   | Jacques Weinman     |       | UNR-UDT |
| 2e              | Georges Becker  |       | UNR   | Georges Becker      |       | UNR-UDT |
| 3e              | Louis Maillot   |       | UNR   | Louis Maillot       |       | UNR-UDT |

## Drôme

Députés élus de la Drôme par circonscription

| Circonscription | Député sortant        | Parti | Parti | Député élu ou réélu  | Parti | Parti   |
| --------------- | --------------------- | ----- | ----- | -------------------- | ----- | ------- |
| 1re             | Maurice-René Simonnet |       | MRP   | Roger Ribadeau-Dumas |       | UNR-UDT |
| 2e              | Maurice Pic           |       | SFIO  | Maurice Pic          |       | SFIO    |
| 3e              | Henri Durand          |       | CNIP  | Pierre Didier        |       | UNR-UDT |

## Eure

Députés élus de l'Eure par circonscription

| Circonscription | Député sortant  | Parti | Parti   | Député élu ou réélu | Parti | Parti   |
| --------------- | --------------- | ----- | ------- | ------------------- | ----- | ------- |
| 1re             | Jean de Broglie |       | CNIP    | Jean de Broglie     |       | RI      |
| 2e              | Jean Lainé      |       | CNIP    | Jean Lainé          |       | RI      |
| 3e              | Rémy Montagne   |       | Modérés | Rémy Montagne       |       | CD      |
| 4e              | René Tomasini   |       | UNR     | René Tomasini       |       | UNR-UDT |

## Eure-et-Loir

Députés élus d'Eure-et-Loir par circonscription

| Circonscription | Député sortant    | Parti | Parti  | Député élu ou réélu | Parti | Parti   |
| --------------- | ----------------- | ----- | ------ | ------------------- | ----- | ------- |
| 1re             | Edmond Desouches  |       | Radsoc | Edmond Desouches    |       | Radsoc  |
| 2e              | Edmond Thorailler |       | UNR    | Edmond Thorailler   |       | UNR-UDT |
| 3e              | Michel Hoguet     |       | UNR    | Michel Hoguet       |       | UNR-UDT |

## Finistère

Députés élus du Finistère par circonscription

| Circonscription | Député sortant        | Parti | Parti | Député élu ou réélu     | Parti | Parti   |
| --------------- | --------------------- | ----- | ----- | ----------------------- | ----- | ------- |
| 1re             | Hervé Nader           |       | UNR   | Roger Évrard            |       | UNR-UDT |
| 2e              | Georges Lombard       |       | CNIP  | Charles Le Goasguen     |       | UNR-UDT |
| 3e              | Gabriel de Poulpiquet |       | UNR   | Gabriel de Poulpiquet   |       | UNR-UDT |
| 4e              | Jean Le Duc           |       | CNIP  | François Tanguy-Prigent |       | PSU     |
| 5e              | Joseph Pinvidic       |       | CNIP  | Antoine Caill           |       | UNR-UDT |
| 6e              | Jean Crouan           |       | CNIP  | Suzanne Ploux           |       | UNR-UDT |
| 7e              | Xavier Trellu         |       | MRP   | Gabriel Miossec         |       | UNR-UDT |
| 8e              | Louis Orvoën          |       | MRP   | Louis Orvoën            |       | MRP     |

## Gard

Députés élus du Gard par circonscription

| Circonscription | Député sortant   | Parti | Parti | Député élu ou réélu | Parti | Parti   |
| --------------- | ---------------- | ----- | ----- | ------------------- | ----- | ------- |
| 1re             | Pierre Gamel     |       | UNR   | Pierre Gamel        |       | UNR-UDT |
| 2e              | Jean Poudevigne  |       | CNIP  | Gilberte Roca       |       | PCF     |
| 3e              | Édouard Thibault |       | MRP   | Roger Roucaute      |       | PCF     |
| 4e              | Paul Béchard     |       | SFIO  | Paul Béchard        |       | SFIO    |

## Haute-Garonne

Députés élus de la Haute-Garonne par circonscription

| Circonscription | Député sortant  | Parti | Parti  | Député élu ou réélu | Parti | Parti   |
| --------------- | --------------- | ----- | ------ | ------------------- | ----- | ------- |
| 1re             | René Cathala    |       | UNR    | André Rey           |       | SFIO    |
| 2e              | Pierre Baudis   |       | CNIP   | Pierre Baudis       |       | RI      |
| 3e              | Jacques Maziol  |       | UNR    | Jacques Maziol      |       | UNR-UDT |
| 4e              | Eugène Montel   |       | SFIO   | Eugène Montel       |       | SFIO    |
| 5e              | Jacques Douzans |       | Radsoc | Fernand Couzinet    |       | SFIO    |
| 6e              | Hippolyte Ducos |       | Radsoc | Hippolyte Ducos     |       | Radsoc  |

## Gers

Députés élus du Gers par circonscription

| Circonscription | Député sortant        | Parti | Parti  | Député élu ou réélu   | Parti | Parti |
| --------------- | --------------------- | ----- | ------ | --------------------- | ----- | ----- |
| 1re             | Patrice Brocas        |       | Radsoc | Paul Vignaux          |       | SFIO  |
| 2e              | Pierre de Montesquiou |       | CR     | Pierre de Montesquiou |       | CR    |

## Gironde

Députés élus de la Gironde par circonscription

| Circonscription | Député sortant                            | Parti | Parti | Député élu ou réélu   | Parti | Parti   |
| --------------- | ----------------------------------------- | ----- | ----- | --------------------- | ----- | ------- |
| 1re             | Arthur Richards                           |       | UNR   | Arthur Richards       |       | UNR-UDT |
| 2e              | Jacques Chaban-Delmas                     |       | UNR   | Jacques Chaban-Delmas |       | UNR-UDT |
| 3e              | Jacques Lavigne                           |       | UNR   | Jacques Lavigne       |       | UNR-UDT |
| 4e              | René Cassagne                             |       | SFIO  | René Cassagne         |       | SFIO    |
| 5e              | Émile Liquard                             |       | UNR   | Aymar Achille-Fould   |       | CNIP    |
| 6e              | Jean-Claude Dalbos                        |       | UNR   | Robert Brettes        |       | SFIO    |
| 7e              | Lucien de Gracia                          |       | UNR   | Franck Cazenave       |       | CNIP    |
| 8e              | Jean Sourbet                              |       | CNIP  | Jean Sourbet          |       | CNIP    |
| 9e              | André Lathière suppléant de Robert Boulin |       | UNR   | Robert Boulin         |       | UNR-UDT |
| 10e             | Gérard Deliaune                           |       | UNR   | Gérard Deliaune       |       | UNR-UDT |

## Hérault

Députés élus de l'Hérault par circonscription

| Circonscription | Député sortant       | Parti | Parti | Député élu ou réélu | Parti | Parti  |
| --------------- | -------------------- | ----- | ----- | ------------------- | ----- | ------ |
| 1re             | Pierre Grasset-Morel |       | CNIP  | Étienne Ponseillé   |       | Radsoc |
| 2e              | Paul Coste-Floret    |       | MRP   | Paul Coste-Floret   |       | MRP    |
| 3e              | Cerf Lurie           |       | UNR   | Jules Moch          |       | SFIO   |
| 4e              | André Valabrègue     |       | UNR   | Paul Balmigère      |       | PCF    |
| 5e              | Raoul Bayou          |       | SFIO  | Raoul Bayou         |       | SFIO   |

## Ille-et-Vilaine

Députés élus d'Ille-et-Vilaine par circonscription

| Circonscription | Député sortant            | Parti | Parti   | Député élu ou réélu | Parti | Parti   |
| --------------- | ------------------------- | ----- | ------- | ------------------- | ----- | ------- |
| 1re             | Henri Fréville            |       | MRP     | Henri Fréville      |       | MRP     |
| 2e              | Henri Jouault             |       | CNIP    | François Le Douarec |       | UNR-UDT |
| 3e              | Alexis Méhaignerie        |       | MRP     | Alexis Méhaignerie  |       | MRP     |
| 4e              | Isidore Renouard          |       | Modérés | Isidore Renouard    |       | RI      |
| 5e              | Pierre de Bénouville nsrp |       | UNR     | Jean Le Lann        |       | MRP     |
| 6e              | Georges Coudray           |       | MRP     | Yvon Bourges        |       | UNR-UDT |

## Indre

Députés élus de l'Indre par circonscription

| Circonscription | Député sortant        | Parti | Parti  | Député élu ou réélu   | Parti | Parti   |
| --------------- | --------------------- | ----- | ------ | --------------------- | ----- | ------- |
| 1re             | Louis Deschizeaux     |       | SFIO   | Louis Deschizeaux     |       | SFIO    |
| 2e              | René Caillaud         |       | Radsoc | Jean Toury            |       | UNR-UDT |
| 3e              | Jean Bénard-Mousseaux |       | CNIP   | Jean Bénard-Mousseaux |       | CNIP    |

## Indre-et-Loire

Députés élus d'Indre-et-Loire par circonscription

| Circonscription | Député sortant       | Parti | Parti | Député élu ou réélu  | Parti | Parti        |
| --------------- | -------------------- | ----- | ----- | -------------------- | ----- | ------------ |
| 1re             | Jean Royer           |       | CRR   | Jean Royer           |       | app. UNR-UDT |
| 2e              | Louis Jouhanneau     |       | UNR   | Pierre Lepage        |       | UNR-UDT      |
| 3e              | Gilbert Buron        |       | UNR   | Fernand Berthouin    |       | Radsoc       |
| 4e              | André-Georges Voisin |       | UNR   | André-Georges Voisin |       | UNR-UDT      |

## Isère

Députés élus de l'Isère par circonscription

| Circonscription | Député sortant   | Parti | Parti  | Député élu ou réélu | Parti | Parti   |
| --------------- | ---------------- | ----- | ------ | ------------------- | ----- | ------- |
| 1re             | Aimé Paquet      |       | CNIP   | Aimé Paquet         |       | RI      |
| 2e              | Jean Vanier      |       | UNR    | Jean Vanier         |       | UNR-UDT |
| 3e              | André Gauthier   |       | Radsoc | André Gauthier      |       | Radsoc  |
| 4e              | Clément Bourne   |       | CNIP   | Alban Fagot         |       | UNR-UDT |
| 5e              | Noël Chapuis     |       | MRP    | Noël Chapuis        |       | Modérés |
| 6e              | Raymond Bouillol |       | CNIP   | Jean Bernard        |       | MRP     |
| 7e              | François Perrin  |       | CNIP   | François Perrin     |       | RI      |

## Jura

Députés élus du Jura par circonscription

| Circonscription | Député sortant | Parti | Parti | Député élu ou réélu | Parti | Parti  |
| --------------- | -------------- | ----- | ----- | ------------------- | ----- | ------ |
| 1re             | Louis Jaillon  |       | MRP   | Louis Jaillon       |       | MRP    |
| 2e              | Max Montagne   |       | UNR   | Jacques Duhamel     |       | Radsoc |

## Landes

Députés élus des Landes par circonscription

| Circonscription | Député sortant      | Parti | Parti | Député élu ou réélu    | Parti | Parti |
| --------------- | ------------------- | ----- | ----- | ---------------------- | ----- | ----- |
| 1re             | Robert Besson       |       | UNR   | Charles Lamarque-Cando |       | SFIO  |
| 2e              | Max Moras           |       | UNR   | Camille Dussarthou     |       | SFIO  |
| 3e              | Jean-Marie Commenay |       | MRP   | Jean-Marie Commenay    |       | MRP   |

## Loir-et-Cher

Députés élus de Loir-et-Cher par circonscription

| Circonscription | Député sortant         | Parti | Parti | Député élu ou réélu | Parti | Parti   |
| --------------- | ---------------------- | ----- | ----- | ------------------- | ----- | ------- |
| 1re             | André Burlot           |       | MRP   | Roger Goemaere      |       | UNR-UDT |
| 2e              | Pierre Comte-Offenbach |       | UNR   | Kléber Loustau      |       | SFIO    |
| 3e              | Pierre Mahias          |       | MRP   | Gérard Yvon         |       | SFIO    |

## Loire

Députés élus de la Loire par circonscription

| Circonscription | Député sortant                         | Parti | Parti | Député élu ou réélu       | Parti | Parti   |
| --------------- | -------------------------------------- | ----- | ----- | ------------------------- | ----- | ------- |
| 1re             | Jean-Louis Chazelle                    |       | MRP   | Alexandre de Fraissinette |       | Radsoc  |
| 2e              | Lucien Neuwirth                        |       | UNR   | Lucien Neuwirth           |       | UNR-UDT |
| 3e              | Émile Hémain suppléant d'Antoine Pinay |       | CNIP  | André Chazalon            |       | MRP     |
| 4e              | Eugène Claudius-Petit                  |       | UDSR  | Théo Vial-Massat          |       | PCF     |
| 5e              | Paul Pillet                            |       | UDSR  | Paul Pillet               |       | CD      |
| 6e              | Georges Bidault                        |       | MRP   | Paul Rivière              |       | UNR-UDT |
| 7e              | Michel Jacquet                         |       | CNIP  | Michel Jacquet            |       | CNIP    |

## Haute-Loire

Députés élus de la Haute-Loirepar circonscription

| Circonscription | Député sortant | Parti | Parti     | Député élu ou réélu | Parti | Parti   |
| --------------- | -------------- | ----- | --------- | ------------------- | ----- | ------- |
| 1re             | Noël Barrot    |       | MRP       | Noël Barrot         |       | MRP     |
| 2e              | Jean Deshors   |       | app. CNIP | Marcel Raffier      |       | UNR-UDT |

## Loire-Atlantique

Députés élus de la Loire-Atlantique par circonscription

| Circonscription | Député sortant             | Parti | Parti | Député élu ou réélu   | Parti | Parti   |
| --------------- | -------------------------- | ----- | ----- | --------------------- | ----- | ------- |
| 1re             | Henry Rey                  |       | UNR   | Henry Rey             |       | UNR-UDT |
| 2e              | Henry Orrion               |       | CNIP  | Albert Dassié         |       | UNR-UDT |
| 3e              | Henri Robichon             |       | CNIP  | Benoît Macquet        |       | UNR-UDT |
| 4e              | Olivier de Sesmaisons      |       | CNIP  | Olivier de Sesmaisons |       | RI      |
| 5e              | Bernard Lambert            |       | MRP   | Xavier Hunault        |       | UNR-UDT |
| 6e              | Nestor Rombeaut            |       | MRP   | François Blancho      |       | SFIO    |
| 7e              | Bernard Le Douarec         |       | UNR   | Pierre Litoux         |       | UNR-UDT |
| 8e              | Jean Allard de Grandmaison |       | CNIP  | Lucien Richard        |       | UNR-UDT |

## Loiret

Députés élus du Loiret par circonscription

| Circonscription | Député sortant  | Parti | Parti | Député élu ou réélu | Parti | Parti   |
| --------------- | --------------- | ----- | ----- | ------------------- | ----- | ------- |
| 1re             | Henri Duvillard |       | UNR   | Henri Duvillard     |       | UNR-UDT |
| 2e              | Pierre Gabelle  |       | MRP   | Louis Sallé         |       | UNR-UDT |
| 3e              | Pierre Charié   |       | UNR   | Pierre Charié       |       | UNR-UDT |
| 4e              | Robert Szigeti  |       | Rad   | Xavier Deniau       |       | UNR-UDT |

## Lot

Députés élus du Lot par circonscription

| Circonscription | Député sortant       | Parti | Parti  | Député élu ou réélu  | Parti | Parti  |
| --------------- | -------------------- | ----- | ------ | -------------------- | ----- | ------ |
| 1re             | Maurice Faure        |       | Radsoc | Maurice Faure        |       | Radsoc |
| 2e              | Georges Juskiewenski |       | Radsoc | Georges Juskiewenski |       | Radsoc |

## Lot-et-Garonne

Députés élus de Lot-et-Garonne par circonscription

| Circonscription | Député sortant          | Parti | Parti | Député élu ou réélu | Parti | Parti   |
| --------------- | ----------------------- | ----- | ----- | ------------------- | ----- | ------- |
| 1re             | Gabriel Lapeyrusse      |       | UNR   | Gabriel Lapeyrusse  |       | UNR-UDT |
| 2e              | Joseph Turroques        |       | CNIP  | Hubert Ruffe        |       | PCF     |
| 3e              | Jacques Raphaël-Leygues |       | UNR   | Édouard Schloesing  |       | Radsoc  |

## Lozère

Députés élus de la Lozère par circonscription

| Circonscription | Député sortant            | Parti | Parti | Député élu ou réélu | Parti | Parti |
| --------------- | ------------------------- | ----- | ----- | ------------------- | ----- | ----- |
| 1re             | Félix Viallet             |       | UNR   | Pierre Couderc      |       | CNIP  |
| 2e              | Henri Trémolet de Villers |       | CNIP  | Charles de Chambrun |       | MRP   |

## Maine-et-Loire

Députés élus de Maine-et-Loire par circonscription

| Circonscription | Député sortant                | Parti | Parti | Député élu ou réélu           | Parti | Parti   |
| --------------- | ----------------------------- | ----- | ----- | ----------------------------- | ----- | ------- |
| 1re             | Jacques Millot                |       | UNR   | Jacques Millot                |       | UNR-UDT |
| 2e              | Jean Turc                     |       | CNIP  | Jean Foyer                    |       | UNR-UDT |
| 3e              | Philippe Rivain               |       | UNR   | Philippe Rivain               |       | UNR-UDT |
| 4e              | Robert Hauret                 |       | UNR   | Robert Hauret                 |       | UNR-UDT |
| 5e              | René Le Bault de La Morinière |       | UNR   | René Le Bault de La Morinière |       | UNR-UDT |
| 6e              | René la Combe                 |       | UNR   | René la Combe                 |       | UNR-UDT |

## Manche

Députés élus de la Manche par circonscription

| Circonscription | Député sortant      | Parti | Parti | Député élu ou réélu | Parti | Parti   |
| --------------- | ------------------- | ----- | ----- | ------------------- | ----- | ------- |
| 1re             | Gabriel de Carville |       | CNIP  | Constant Lepourry   |       | UNR-UDT |
| 2e              | Pierre Hénault      |       | CNIP  | Émile Bizet         |       | UNR-UDT |
| 3e              | Édouard Lebas       |       | CR    | Henri Baudouin      |       | UNR-UDT |
| 4e              | Pierre Godefroy     |       | UNR   | Pierre Godefroy     |       | UNR-UDT |
| 5e              | René Schmitt        |       | SFIO  | Jacques Hébert      |       | UNR-UDT |

## Marne

Députés élus de la Marne par circonscription

| Circonscription | Député sortant                          | Parti | Parti | Député élu ou réélu | Parti | Parti   |
| --------------- | --------------------------------------- | ----- | ----- | ------------------- | ----- | ------- |
| 1re             | Jean Taittinger                         |       | UNR   | Jean Taittinger     |       | UNR-UDT |
| 2e              | Roger Raulet suppléant de Marcel Falala |       | UNR   | Roger Raulet        |       | UNR-UDT |
| 3e              | Jean Degraeve                           |       | UNR   | Jean Degraeve       |       | UNR-UDT |
| 4e              | René Charpentier                        |       | MRP   | René Charpentier    |       | MRP     |

## Haute-Marne

Députés élus de la Haute-Marne par circonscription

| Circonscription | Député sortant   | Parti | Parti | Député élu ou réélu | Parti | Parti   |
| --------------- | ---------------- | ----- | ----- | ------------------- | ----- | ------- |
| 1re             | Gabriel Bourgund |       | UNR   | Pierre Vitter       |       | UNR-UDT |
| 2e              | Raymond Hanin    |       | CNIP  | Jacques Delong      |       | UNR-UDT |

## Mayenne

Députés élus de la Mayenne par circonscription

| Circonscription | Député sortant                          | Parti | Parti | Député élu ou réélu | Parti | Parti |
| --------------- | --------------------------------------- | ----- | ----- | ------------------- | ----- | ----- |
| 1re             | André Davoust suppléant de Robert Buron |       | MRP   | André Davoust       |       | MRP   |
| 2e              | Louis Fourmond                          |       | MRP   | Louis Fourmond      |       | MRP   |
| 3e              | Bertrand Denis                          |       | CNIP  | Bertrand Denis      |       | RI    |

## Meurthe-et-Moselle

Députés élus de Meurthe-et-Moselle par circonscription

| Circonscription | Député sortant                               | Parti | Parti   | Député élu ou réélu | Parti | Parti   |
| --------------- | -------------------------------------------- | ----- | ------- | ------------------- | ----- | ------- |
| 1re             | Roger Souchal                                |       | UNR     | Roger Souchal       |       | UNR-UDT |
| 2e              | William Jacson                               |       | UNR     | William Jacson      |       | UNR-UDT |
| 3e              | Pierre Weber                                 |       | CNIP    | Pierre Weber        |       | RI      |
| 4e              | Pierre Dalainzy                              |       | Modérés | Pierre Dalainzy     |       | RI      |
| 5e              | André Picquot suppléant de François Valentin |       | CNIP    | André Picquot       |       | RI      |
| 6e              | Roger Devemy                                 |       | MRP     | Hubert Martin       |       | RI      |
| 7e              | Joseph Nou                                   |       | UNR     | Joseph Nou          |       | UNR-UDT |

## Meuse

Députés élus de la Meuse par circonscription

| Circonscription | Député sortant   | Parti | Parti | Député élu ou réélu | Parti | Parti |
| --------------- | ---------------- | ----- | ----- | ------------------- | ----- | ----- |
| 1re             | Louis Jacquinot  |       | CNIP  | Louis Jacquinot     |       | RI    |
| 2e              | André Beauguitte |       | CR    | André Beauguitte    |       | RI    |

## Morbihan

Députés élus du Morbihan par circonscription

| Circonscription | Député sortant     | Parti | Parti | Député élu ou réélu | Parti | Parti   |
| --------------- | ------------------ | ----- | ----- | ------------------- | ----- | ------- |
| 1re             | Raymond Marcellin  |       | CNIP  | Raymond Marcellin   |       | RI      |
| 2e              | Christian Bonnet   |       | MRP   | Christian Bonnet    |       | MRP     |
| 3e              | Hervé Laudrin      |       | MRP   | Hervé Laudrin       |       | UNR-UDT |
| 4e              | Yves du Halgouët   |       | CNIP  | Yves du Halgouët    |       | Modérés |
| 5e              | Louis Le Montagner |       | CNIP  | Maurice Bardet      |       | UNR-UDT |
| 6e              | Paul Ihuel         |       | MRP   | Paul Ihuel          |       | MRP     |

## Moselle

Députés élus de la Moselle par circonscription

| Circonscription | Député sortant  | Parti | Parti | Député élu ou réélu  | Parti | Parti   |
| --------------- | --------------- | ----- | ----- | -------------------- | ----- | ------- |
| 1re             | Raymond Mondon  |       | CNIP  | Raymond Mondon       |       | RI      |
| 2e              | Paul Mirguet    |       | UNR   | Joseph Schaff        |       | MRP     |
| 3e              | Jean Delrez     |       | CR    | Jean-Louis Gasparini |       | UNR-UDT |
| 4e              | Robert Schuman  |       | MRP   | Maurice Schnebelen   |       | RI      |
| 5e              | Félix Mayer     |       | MRP   | Julien Schvartz      |       | UNR-UDT |
| 6e              | Jean Coumaros   |       | UNR   | Jean Coumaros        |       | UNR-UDT |
| 7e              | Jean Seitlinger |       | MRP   | Étienne Hinsberger   |       | UNR-UDT |
| 8e              | Georges Thomas  |       | MRP   | Henri Karcher        |       | UNR-UDT |

## Nièvre

Députés élus de la Nièvre par circonscription

| Circonscription | Député sortant  | Parti | Parti | Député élu ou réélu | Parti | Parti   |
| --------------- | --------------- | ----- | ----- | ------------------- | ----- | ------- |
| 1re             | Marius Durbet   |       | UNR   | Marius Durbet       |       | UNR-UDT |
| 2e              | Paul Boulet     |       | UNR   | Robert Hostier      |       | PCF     |
| 3e              | Jehan Faulquier |       | CNIP  | François Mitterrand |       | UDSR    |

## Nord

Députés élus du Nord par circonscription

| Circonscription | Député sortant         | Parti | Parti | Député élu ou réélu | Parti | Parti   |
| --------------- | ---------------------- | ----- | ----- | ------------------- | ----- | ------- |
| 1re             | Bertrand Motte         |       | CNIP  | Louis Christiaens   |       | UNR-UDT |
| 2e              | Henri Duterne          |       | UNR   | Henri Duterne       |       | UNR-UDT |
| 3e              | Léon Delbecque         |       | UNR   | Liévin Danel        |       | UNR-UDT |
| 4e              | Madeleine Martinache   |       | UNR   | Arthur Cornette     |       | SFIO    |
| 5e              | Georges Brice          |       | UNR   | Arthur Notebart     |       | SFIO    |
| 6e              | Eugène Van der Meersch |       | UNR   | Marceau Laurent     |       | SFIO    |
| 7e              | Joseph Frys            |       | UNR   | Joseph Frys         |       | UNR-UDT |
| 8e              | André Diligent         |       | MRP   | Pierre Herman       |       | UNR-UDT |
| 9e              | René Lecocq            |       | UNR   | René Lecocq         |       | UNR-UDT |
| 10e             | Maurice Schumann       |       | MRP   | Maurice Schumann    |       | MRP     |
| 11e             | Albert Denvers         |       | SFIO  | Albert Denvers      |       | SFIO    |
| 12e             | Paul Reynaud           |       | CNIP  | Jules Houcke        |       | UNR-UDT |
| 13e             | Auguste Damette        |       | UNR   | Auguste Damette     |       | UNR-UDT |
| 14e             | Carlos Dolez           |       | MRP   | Henri Martel        |       | PCF     |
| 15e             | Georges Sarazin        |       | UNR   | Arthur Ramette      |       | PCF     |
| 16e             | Raymond Gernez         |       | SFIO  | Raymond Gernez      |       | SFIO    |
| 17e             | Narcisse Pavot         |       | SFIO  | Narcisse Pavot      |       | SFIO    |
| 18e             | Ernest Denis           |       | UNR   | Georges Bustin      |       | PCF     |
| 19e             | Pierre Carous          |       | UNR   | Arthur Musmeaux     |       | PCF     |
| 20e             | Fernand Duchâteau      |       | SFIO  | Henri Fiévez        |       | PCF     |
| 21e             | Arthur Moulin          |       | UNR   | Arthur Moulin       |       | UNR-UDT |
| 22e             | Pierre Forest          |       | SFIO  | Pierre Forest       |       | SFIO    |
| 23e             | Paul Bécue             |       | UNR   | Paul Bécue          |       | UNR-UDT |

## Oise

Députés élus de l'Oise par circonscription

| Circonscription | Député sortant  | Parti | Parti  | Député élu ou réélu | Parti | Parti   |
| --------------- | --------------- | ----- | ------ | ------------------- | ----- | ------- |
| 1re             | Marcel Dassault |       | UNR    | Marcel Dassault     |       | UNR-UDT |
| 2e              | Jean Legendre   |       | CNIP   | Edmond Nessler      |       | UNR-UDT |
| 3e              | Robert Hersant  |       | Radsoc | Robert Hersant      |       | Radsoc  |
| 4e              | René Quentier   |       | UNR    | René Quentier       |       | UNR-UDT |
| 5e              | François Bénard |       | UNR    | François Bénard     |       | UNR-UDT |

## Orne

Députés élus de l'Orne par circonscription

| Circonscription | Député sortant                              | Parti | Parti | Député élu ou réélu | Parti | Parti   |
| --------------- | ------------------------------------------- | ----- | ----- | ------------------- | ----- | ------- |
| 1re             | Émile Janvier suppléant de Louis Terrenoire |       | UNR   | Louis Terrenoire    |       | UNR-UDT |
| 2e              | Roland Boudet                               |       | UNR   | Ernest Voyer        |       | UNR-UDT |
| 3e              | Émile Halbout                               |       | MRP   | Émile Halbout       |       | MRP     |

## Pas-de-Calais

Députés élus du Pas-de-Calais par circonscription

| Circonscription | Député sortant                                  | Parti | Parti   | Député élu ou réélu | Parti | Parti   |
| --------------- | ----------------------------------------------- | ----- | ------- | ------------------- | ----- | ------- |
| 1re             | Guy Mollet                                      |       | SFIO    | Guy Mollet          |       | SFIO    |
| 2e              | Henri Duflot                                    |       | UNR     | Henri Duflot        |       | UNR-UDT |
| 3e              | Charles Chopin                                  |       | CNIP    | Maurice Delory      |       | UNR-UDT |
| 4e              | Charles Delesalle                               |       | Modérés | Marcel Béraud       |       | UNR-UDT |
| 5e              | Jeannil Dumortier                               |       | SFIO    | Jeannil Dumortier   |       | SFIO    |
| 6e              | Henri Collette                                  |       | UNR     | Henri Collette      |       | UNR-UDT |
| 7e              | Jacques Vendroux                                |       | UNR     | Jacques Vendroux    |       | UNR-UDT |
| 8e              | Pierre Guillain                                 |       | CNIP    | Benjamin Catry      |       | UNR-UDT |
| 9e              | Maurice Cassez                                  |       | MRP     | Édouard Carlier     |       | PCF     |
| 10e             | Raymond Derancy suppléant de Télesphore Caudron |       | SFIO    | Raymond Derancy     |       | SFIO    |
| 11e             | Just Évrard                                     |       | SFIO    | Jeannette Prin      |       | PCF     |
| 12e             | Henri Darras                                    |       | SFIO    | Henri Darras        |       | SFIO    |
| 13e             | Ernest Schaffner                                |       | SFIO    | Ernest Schaffner    |       | SFIO    |
| 14e             | Fernand Darchicourt                             |       | SFIO    | Fernand Darchicourt |       | SFIO    |

## Puy-de-Dôme

Députés élus du Puy-de-Dôme par circonscription

| Circonscription | Député sortant                                 | Parti | Parti | Député élu ou réélu      | Parti | Parti |
| --------------- | ---------------------------------------------- | ----- | ----- | ------------------------ | ----- | ----- |
| 1re             | Marcel Clermontel                              |       | UNR   | Ambroise Brugière        |       | SFIO  |
| 2e              | Guy Fric suppléant de Valéry Giscard d'Estaing |       | UNR   | Valéry Giscard d'Estaing |       | RI    |
| 3e              | Paul Godonnèche                                |       | CNIP  | Joseph Planeix           |       | SFIO  |
| 4e              | Raymond Joyon                                  |       | CNIP  | Fernand Sauzedde         |       | SFIO  |
| 5e              | Joseph Dixmier                                 |       | CNIP  | Eugène Fourvel           |       | PCF   |

## Basses-Pyrénées

Députés élus des Basses-Pyrénées par circonscription

| Circonscription | Député sortant      | Parti | Parti  | Député élu ou réélu | Parti | Parti  |
| --------------- | ------------------- | ----- | ------ | ------------------- | ----- | ------ |
| 1re             | Pierre Sallenave    |       | CNIP   | Pierre Sallenave    |       | CNIP   |
| 2e              | Guy Ébrard          |       | Radsoc | Guy Ébrard          |       | Radsoc |
| 3e              | Alexandre Camino    |       | UNR    | Michel Labéguerie   |       | MRP    |
| 4e              | Jean-Robert Thomazo |       | UNR    | Henri Grenet        |       | Rad    |

## Hautes-Pyrénées

Députés élus des Hautes-Pyrénées par circonscription

| Circonscription | Député sortant                             | Parti | Parti  | Député élu ou réélu | Parti | Parti   |
| --------------- | ------------------------------------------ | ----- | ------ | ------------------- | ----- | ------- |
| 1re             | René Billères                              |       | Radsoc | René Billères       |       | Radsoc  |
| 2e              | Pierre Pérus suppléant de Jacques Fourcade |       | CNIP   | Paul Thillard       |       | UNR-UDT |

## Pyrénées-Orientales

Députés élus des Pyrénées-Orientales par circonscription

| Circonscription | Député sortant | Parti | Parti | Député élu ou réélu | Parti | Parti |
| --------------- | -------------- | ----- | ----- | ------------------- | ----- | ----- |
| 1re             | Paul Alduy     |       | SFIO  | Paul Alduy          |       | SFIO  |
| 2e              | Arthur Conte   |       | SFIO  | André Tourné        |       | PCF   |

## Bas-Rhin

Députés élus du Bas-Rhin par circonscription

| Circonscription | Député sortant        | Parti | Parti | Député élu ou réélu   | Parti | Parti   |
| --------------- | --------------------- | ----- | ----- | --------------------- | ----- | ------- |
| 1re             | René Radius           |       | UNR   | René Radius           |       | UNR-UDT |
| 2e              | André Bord            |       | UNR   | André Bord            |       | UNR-UDT |
| 3e              | Étienne Lux           |       | MRP   | Georges Ritter        |       | UNR-UDT |
| 4e              | Albert Ehm            |       | UNR   | Albert Ehm            |       | UNR-UDT |
| 5e              | Henri Meck            |       | MRP   | Henri Meck            |       | MRP     |
| 6e              | Georges Kuntz         |       | MRP   | Alfred Westphal       |       | UNR-UDT |
| 7e              | François Grussenmeyer |       | UNR   | François Grussenmeyer |       | UNR-UDT |
| 8e              | Pierre Pflimlin       |       | MRP   | Pierre Pflimlin       |       | MRP     |

## Haut-Rhin

Députés élus du Haut-Rhin par circonscription

| Circonscription | Député sortant    | Parti | Parti | Député élu ou réélu | Parti | Parti   |
| --------------- | ----------------- | ----- | ----- | ------------------- | ----- | ------- |
| 1re             | Edmond Borocco    |       | UNR   | Edmond Borocco      |       | UNR-UDT |
| 2e              | Georges Bourgeois |       | UNR   | Georges Bourgeois   |       | UNR-UDT |
| 3e              | Joseph Perrin     |       | UNR   | Joseph Perrin       |       | UNR-UDT |
| 4e              | Émile Muller      |       | SFIO  | Raymond Zimmermann  |       | UNR-UDT |
| 5e              | Henri Ulrich      |       | MRP   | Charles Kroepflé    |       | UNR-UDT |

## Rhône

Députés élus du Rhône par circonscription

| Circonscription | Député sortant                                   | Parti | Parti   | Député élu ou réélu  | Parti | Parti   |
| --------------- | ------------------------------------------------ | ----- | ------- | -------------------- | ----- | ------- |
| 1re             | Jean Miriot                                      |       | UNR     | René Caille          |       | UNR-UDT |
| 2e              | Henri Collomb                                    |       | CNIP    | Henri Guillermin     |       | UNR-UDT |
| 3e              | Charles Béraudier suplléant de Jacques Soustelle |       | UNR     | Édouard Charret      |       | UNR-UDT |
| 4e              | Guy Jarrosson                                    |       | CNIP    | Maurice Herzog       |       | UNR-UDT |
| 5e              | Roger Fulchiron                                  |       | CNIP    | Henri Gorce-Franklin |       | UNR-UDT |
| 6e              | Édouard Charret                                  |       | UNR     | Marcel Houël         |       | PCF     |
| 7e              | Philippe Danilo                                  |       | UNR     | Philippe Danilo      |       | UNR-UDT |
| 8e              | Joseph Charvet                                   |       | CNIP    | Joseph Charvet       |       | CNIP    |
| 9e              | Joseph Rivière                                   |       | Modérés | Joseph Rivière       |       | MRP     |
| 10e             | Louis Bréchard                                   |       | CNIP    | Charles Germain      |       | Modérés |

## Haute-Saône

Députés élus de la Haute-Saône par circonscription

| Circonscription | Député sortant | Parti | Parti | Député élu ou réélu | Parti | Parti   |
| --------------- | -------------- | ----- | ----- | ------------------- | ----- | ------- |
| 1re             | Pierre Vitter  |       | CNIP  | Pierre Vitter       |       | RI      |
| 2e              | Alfred Clerget |       | UNR   | Alfred Clerget      |       | UNR-UDT |

## Saône-et-Loire

Députés élus de Saône-et-Loire par circonscription

| Circonscription | Député sortant  | Parti | Parti | Député élu ou réélu | Parti | Parti   |
| --------------- | --------------- | ----- | ----- | ------------------- | ----- | ------- |
| 1re             | Pierre Mariotte |       | CNIP  | Louis Escande       |       | SFIO    |
| 2e              | Pierre Dufour   |       | CNIP  | Paul Duraffour      |       | Radsoc  |
| 3e              | Jean Garnier    |       | UNR   | Gabriel Bouthière   |       | Radsoc  |
| 4e              | André Jarrot    |       | UNR   | André Jarrot        |       | UNR-UDT |
| 5e              | André Moynet    |       | CNIP  | André Moynet        |       | RI      |

## Sarthe

Députés élus de la Sarthe par circonscription

| Circonscription | Député sortant      | Parti | Parti    | Député élu ou réélu | Parti | Parti   |
| --------------- | ------------------- | ----- | -------- | ------------------- | ----- | ------- |
| 1re             | Jean-Yves Chapalain |       | UNR      | Jean-Yves Chapalain |       | UNR-UDT |
| 2e              | Fernand Poignant    |       | Soc.ind. | Robert Manceau      |       | PCF     |
| 3e              | Raymond Dronne      |       | UNR      | Albert Fouet        |       | Radsoc  |
| 4e              | Joël Le Theule      |       | UNR      | Joël Le Theule      |       | UNR-UDT |
| 5e              | Michel d'Aillières  |       | CNIP     | Michel d'Aillières  |       | CNIP    |

## Savoie

Députés élus de la Savoie par circonscription

| Circonscription | Député sortant  | Parti  | Parti  | Député élu ou réélu | Parti | Parti   |
| --------------- | --------------- | ------ | ------ | ------------------- | ----- | ------- |
| 1re             | Jean Delachenal |        | CNIP   | Jean Delachenal     |       | RI      |
| 2e              | Joseph Fontanet |        | MRP    | Joseph Fontanet     |       | MRP     |
| 3e              | Vacant          | Vacant | Vacant | Pierre Dumas        |       | UNR-UDT |

## Haute-Savoie

Députés élus de la Haute-Savoie par circonscription

| Circonscription | Député sortant  | Parti | Parti | Député élu ou réélu | Parti | Parti |
| --------------- | --------------- | ----- | ----- | ------------------- | ----- | ----- |
| 1re             | Charles Bosson  |       | MRP   | Charles Bosson      |       | MRP   |
| 2e              | Georges Pianta  |       | CNIP  | Georges Pianta      |       | RI    |
| 3e              | Joseph Philippe |       | MRP   | Joseph Philippe     |       | MRP   |

## Seine

Députés élus dans la Seine par circonscription

| Circonscription | Député sortant          | Parti | Parti | Député élu ou réélu    | Parti | Parti |
| --------------- | ----------------------- | ----- | ----- | ---------------------- | ----- | --- |
| 1re             | Jean Legaret            |       | CNIP  | Pierre-Charles Krieg   |       | UNR |
| 2e              | Michel Junot            |       | CNIP  | Jean Sainteny          |       | UNR |
| 3e              | Jean-Marie Le Pen       |       | CNIP  | René Capitant          |       | UNR |
| 4e              | Jean Albert-Sorel       |       | CNIP  | Pierre Bas             |       | UNR |
| 5e              | Édouard Frédéric-Dupont |       | CNIP  | Jacques Mer            |       | UNR |
| 6e              | Jacques Féron           |       | CNIP  | Bernard Dupérier       |       | UNR |
| 7e              | Gabriel Kaspereit       |       | UNR   | Gabriel Kaspereit      |       | UNR |
| 8e              | Jean-Charles Lepidi     |       | UNR   | Jean-Charles Lepidi    |       | UNR |
| 9e              | André Fanton            |       | UNR   | André Fanton           |       | UNR |
| 10e             | Jacques Malleville      |       | UNR   | Jacques Malleville     |       | UNR |
| 11e             | Raphaël Touret nsrp     |       | UNR   | Roger Frey             |       | UNR |
| 12e             | Pierre-Louis Bourgoin   |       | UNR   | Pierre-Louis Bourgoin  |       | UNR |
| 13e             | René Sanson             |       | UNR   | René Sanson            |       | UNR |
| 14e             | Jean-Baptiste Biaggi    |       | UNR   | Hubert Germain         |       | UNR |
| 15e             | Julien Tardieu          |       | CNIP  | Michel de Grailly      |       | UNR |
| 16e             | Lucien Carbon nsrp      |       | UNR   | Christian de La Malène |       | UNR |
| 17e             | Jean Baylot             |       | CNIP  | Jacques Marette        |       | UNR |
| 18e             | Jean-Robert Debray      |       | CNIP  | Nicole de Hauteclocque |       | UNR |
| 19e             | Claude Roux             |       | UNR   | Claude Roux            |       | UNR |
| 20e             | Michel Habib-Deloncle   |       | UNR   | Michel Habib-Deloncle  |       | UNR |
| 21e             | Henri Karcher nsrp      |       | UNR   | Bernard Lepeu          |       | UNR |
| 22e             | Pierre Ferri            |       | CNIP  | Jacques Sanglier       |       | UNR |
| 23e             | Guy Vaschetti           |       | UNR   | Jean de Préaumont      |       | UNR |
| 24e             | Jean de Préaumont nsrp  |       | UNR   | François Missoffe      |       | UNR |
| 25e             | Michel Sy               |       | CNIP  | Alexandre Sanguinetti  |       | UNR |
| 26e             | Joël Le Tac             |       | UNR   | Joël Le Tac            |       | UNR |
| 27e             | Jean Bernasconi         |       | UNR   | Jean Bernasconi        |       | UNR |
| 28e             | Pierre Ruais            |       | UNR   | Pierre Ruais           |       | UNR |
| 29e             | Paul Bellec nsrp        |       | UNR   | André Rives-Henrÿs     |       | puis {{Node-count limit exceeded\|parti=}}}} {{Node-count limit exceeded}}- {{Node-count limit exceeded\|num_circ=30\|département=Seine\|nom_sortant=Roger Pinoteau\|parti_sortant=CNIP\|nom_élu=Marc Saintout\|parti_élu=UNR}} {{Node-count limit exceeded\|num_circ=31\|département=Seine\|nom_sortant=Albert Marcenet\|parti_sortant=UNR\|réélu=oui}} {{Node-count limit exceeded\|num_circ=32\|département=Seine\|nom_sortant=André Roulland\|parti_sortant=UNR\|nom_élu=Alphonse Le Gallo\|parti_élu=SFIO}} {{Node-count limit exceeded\|num_circ=33\|département=Seine\|nom_sortant=Jean Toutain\|parti_sortant=UNR\|nom_élu=Raymond Barbet\|parti_élu=PCF}} {{Node-count limit exceeded\|num_circ=34\|département=Seine\|nom_sortant=Achille Peretti\|parti_sortant=UNR\|réélu=oui}} {{Node-count limit exceeded\|num_circ=35\|département=Seine\|nom_sortant=Edmond Pezé\|parti_sortant=UNR\|réélu=oui}} {{Node-count limit exceeded\|num_circ=36\|département=Seine\|nom_sortant=Marcelle Devaud\|parti_sortant=UNR\|nom_élu=Waldeck L'Huillier\|parti_élu=PCF}} {{Node-count limit exceeded\|num_circ=37\|département=Seine\|nom_sortant=Jacques Sanglier\|parti_sortant=UNR\|nsrp=oui\|nom_élu=Michel Maurice-Bokanowski\|parti_élu=UNR}} {{Node-count limit exceeded\|num_circ=38\|département=Seine\|nom_sortant=Roland Carter\|parti_sortant=UNR\|réélu=oui}} {{Node-count limit exceeded\|num_circ=39\|département=Seine\|nom_sortant=Jean-Charles Privet\|parti_sortant=SFIO\|nom_élu=Étienne Fajon\|parti_élu=PCF}} {{Node-count limit exceeded\|num_circ=40\|département=Seine\|nom_sortant=Fernand Grenier\|parti_sortant=PCF\|réélu=oui}} {{Node-count limit exceeded\|num_circ=41\|département=Seine\|nom_sortant=Waldeck Rochet\|parti_sortant=PCF\|réélu=oui}} {{Node-count limit exceeded\|num_circ=42\|département=Seine\|nom_sortant=Maurice Nilès\|parti_sortant=PCF\|réélu=oui}} {{Node-count limit exceeded\|num_circ=43\|département=Seine\|nom_sortant=Robert Calméjane\|parti_sortant=UNR\|réélu=oui}} {{Node-count limit exceeded\|num_circ=44\|département=Seine\|nom_sortant=Jean Lolive\|parti_sortant=PCF\|réélu=oui}} {{Node-count limit exceeded\|num_circ=45\|département=Seine\|nom_sortant=Jean-Pierre Profichet\|parti_sortant=UNR\|nom_élu=Louis Odru\|parti_élu=PCF}} {{Node-count limit exceeded\|num_circ=46\|département=Seine\|nom_sortant=Antoine Quinson\|parti_sortant=CR\|nom_élu=Robert-André Vivien\|parti_élu=UNR}} {{Node-count limit exceeded\|num_circ=47\|département=Seine\|nom_sortant=Roland Nungesser\|parti_sortant=UNR\|réélu=oui}} {{Node-count limit exceeded\|num_circ=48\|département=Seine\|nom_sortant=Philippe Vayron\|parti_sortant=CNIP\|nom_élu=Pierre Billotte\|parti_élu=UNR}} {{Node-count limit exceeded\|num_circ=49\|département=Seine\|nom_sortant=Michel Peytel\|parti_sortant=UNR\|nom_élu=Raoul Bleuse\|parti_élu=PSU}} {{Node-count limit exceeded\|num_circ=50\|département=Seine\|nom_sortant=Maurice Thorez\|parti_sortant=PCF\|réélu=oui}} {{Node-count limit exceeded\|num_circ=51\|département=Seine\|nom_sortant=Daniel Dreyfous-Ducas\|parti_sortant=UNR\|nom_élu=Fernand Dupuy\|parti_élu=PCF}} {{Node-count limit exceeded\|num_circ=52\|département=Seine\|nom_sortant=Antoine Lacroix\|parti_sortant=SFIO\|nom_élu=Marie-Claude Vaillant-Couturier\|parti_élu=PCF}} {{Node-count limit exceeded\|num_circ=53\|département=Seine\|nom_sortant=Paul Mainguy\|parti_sortant=UNR\|réélu=oui}} {{Node-count limit exceeded\|num_circ=54\|département=Seine\|nom_sortant=Raymond Poutier\|parti_sortant=UNR\|nsrp=oui\|nom_élu=Pierre Comte-Offenbach\|parti_élu=UNR}} {{Node-count limit exceeded\|num_circ=55\|département=Seine\|nom_sortant=René Plazanet\|parti_sortant=UNR\|nom_élu=Léon Salagnac\|parti_élu=PCF}} |

## Seine-Maritime

Députés élus de la Seine-Maritime par circonscription

Node-count limit exceeded
Node-count limit exceeded

## Seine-et-Marne

Députés élus de Seine-et-Marne par circonscription

Node-count limit exceeded
Node-count limit exceeded

## Seine-et-Oise

Députés élus des Yvelines par circonscription

Node-count limit exceeded
Node-count limit exceeded

## Deux-Sèvres

Députés élus des Deux-Sèvres par circonscription

Node-count limit exceeded
Node-count limit exceeded

## Somme

Députés élus de la Somme par circonscription

Node-count limit exceeded
Node-count limit exceeded

## Tarn

Députés élus du Tarn par circonscription

Node-count limit exceeded
Node-count limit exceeded

## Tarn-et-Garonne

Députés élus de Tarn-et-Garonne par circonscription

Node-count limit exceeded
Node-count limit exceeded

## Var

Députés élus du Var par circonscription

Node-count limit exceeded
Node-count limit exceeded

## Vaucluse

Députés élus de Vaucluse par circonscription

Node-count limit exceeded
Node-count limit exceeded

## Vendée

Députés élus du Vendée par circonscription

Node-count limit exceeded
Node-count limit exceeded

## Vienne

Députés élus de la Vienne par circonscription

Node-count limit exceeded
Node-count limit exceeded

## Haute-Vienne

Députés élus de la Haute-Vienne par circonscription

Node-count limit exceeded
Node-count limit exceeded

## Vosges

Députés élus des Vosges par circonscription

Node-count limit exceeded
Node-count limit exceeded

## Yonne

Députés élus de l'Yonne par circonscription

Node-count limit exceeded
Node-count limit exceeded

## Territoire de Belfort

Députés élus du Territoire de Belfort par circonscription

Node-count limit exceeded
Node-count limit exceeded

## Guadeloupe

Députés élus de la Guadeloupe par circonscription

Node-count limit exceeded
Node-count limit exceeded

## Guyane

Députés élus de la Guyane

Node-count limit exceeded
Node-count limit exceeded

## Martinique

Députés élus de la Martinique par circonscription

Node-count limit exceeded
Node-count limit exceeded

## La Réunion

Députés élus de La Réunion par circonscription

Node-count limit exceeded
Node-count limit exceeded

## Côte française des Somalis

Député élu de la côte française des Somalis

Node-count limit exceeded
Node-count limit exceeded

## Comores

Députés élus des Comores

Node-count limit exceeded
Node-count limit exceeded

## Nouvelle-Calédonie et dépendances

Député élu de Nouvelle-Calédonie et dépendances

Node-count limit exceeded
Node-count limit exceeded

## Polynésie française

Député élu de la Polynésie française

Node-count limit exceeded
Node-count limit exceeded

## Saint-Pierre-et-Miquelon

Député élu de Saint-Pierre-et-Miquelon

Node-count limit exceeded
Node-count limit exceeded

## Wallis-et-Futuna

Député élu de Wallis-et-Futuna

Node-count limit exceeded
Node-count limit exceeded
Node-count limit exceeded
Node-count limit exceeded